# Spudaeus orientalis
Spudaeus orientalis är en stekelart som först beskrevs av Meyer 1930.  Spudaeus orientalis ingår i släktet Spudaeus och familjen brokparasitsteklar. Inga underarter finns listade i Catalogue of Life.